# The Best of Spooky Tooth
Albums de Spooky Tooth
The Mirror
(1974) Cross Purpose
(1998)
The Best of Spooky Tooth est un album de compilation du groupe de rock anglais, Spooky Tooth. il est paru en 1975 sur le label Island Records.
Cet album regroupe des titres des six premiers albums du groupe s'étalant sur une période allent de 1968 à 1973, exception faite de l'album Ceremony que le groupe enregistra avec le compositeur français Pierre Henry.

## Musiciens
- Gary Wright: chant, claviers sur les titres 1, 2, 3, 4, 6, 7, 9, 10, 11, 12 & 13
- Mike Harrison: chant, claviers sur tous les titres
- Luther Grosvenor: guitares sur les titres 1, 2, 3, 4, 6, 7 & 13
- Greg Ridley: basse sur les titres 1, 2, 3, 4, 6, 7 & 13
- Mike Kellie: batterie, percussions sur les titres 1, 2, 3, 4, 5, 6, 7, 8, 10, 12 & 13
- Henry McCullough: guitares sur les titres 5 & 8
- Chris Stainton: claviers, guitare, bass sur 5 & 8
- Alan Spenner: basse sur 5 & 8
- Bryson Graham: batterie, percussions sur les titres 9 & 11
- Chris Stewart: basse sur les titres 9, 10, 11 & 12
- Mick Jones: guitares, chœurs sur les titres 9, 10, 11 & 12

## Liste des titres
| No  | Titre                                                                 | Auteur                           | Durée |
| --- | --------------------------------------------------------------------- | -------------------------------- | ----- |
| 1.  | Tobacco Road (de It's All About, 1968)                                | John D. Loudermilk               | 4:56  |
| 2.  | Better by You, Better than Me (de Spooky Two, 1969)                   | Gary Wright                      | 3:40  |
| 3.  | It's All About a Roundabout (de It's All About, 1968)                 | Jimmy Miller / Wright            | 2:42  |
| 4.  | Waitin' for the Wind (de Spooky Two, 1969)                            | Mike Harrison / Luther Grovesnor | 3:41  |
| 5.  | Last Puff (de The Last Puff, 1970)                                    | Chris Stainton                   | 3:36  |
| 6.  | Evil Woman (de Spooky Two, 1969)                                      | Larry Weiss                      | 9:05  |
| 7.  | That Was Only Yesterday (de Spooky Two, 1969)                         | Wright                           | 3:52  |
| 8.  | I Am the Walrus (de The Last Puff, 1970)                              | John Lennon / Paul McCartney     | 6:21  |
| 9.  | Self Seeking Man (de You Broke My Heart So I Busted Your Jaw, 1973)   | Wright                           | 3:47  |
| 10. | All Sewn Up (de Witness, 1973)                                        | Mick Jones, Wright               | 3:42  |
| 11. | Times Have Changed (de You Broke My Heart So I Busted Your Jaw, 1973) | Jones / Wright                   | 3:54  |
| 12. | As Long As the World Keeps Turning (de Witness, 1973)                 | Wright                           | 3:36  |
| 13. | The Weight (de It's All About (version US), 1968)                     | Robbie Robertson                 | 3:07  |